# 聖若瑟書院

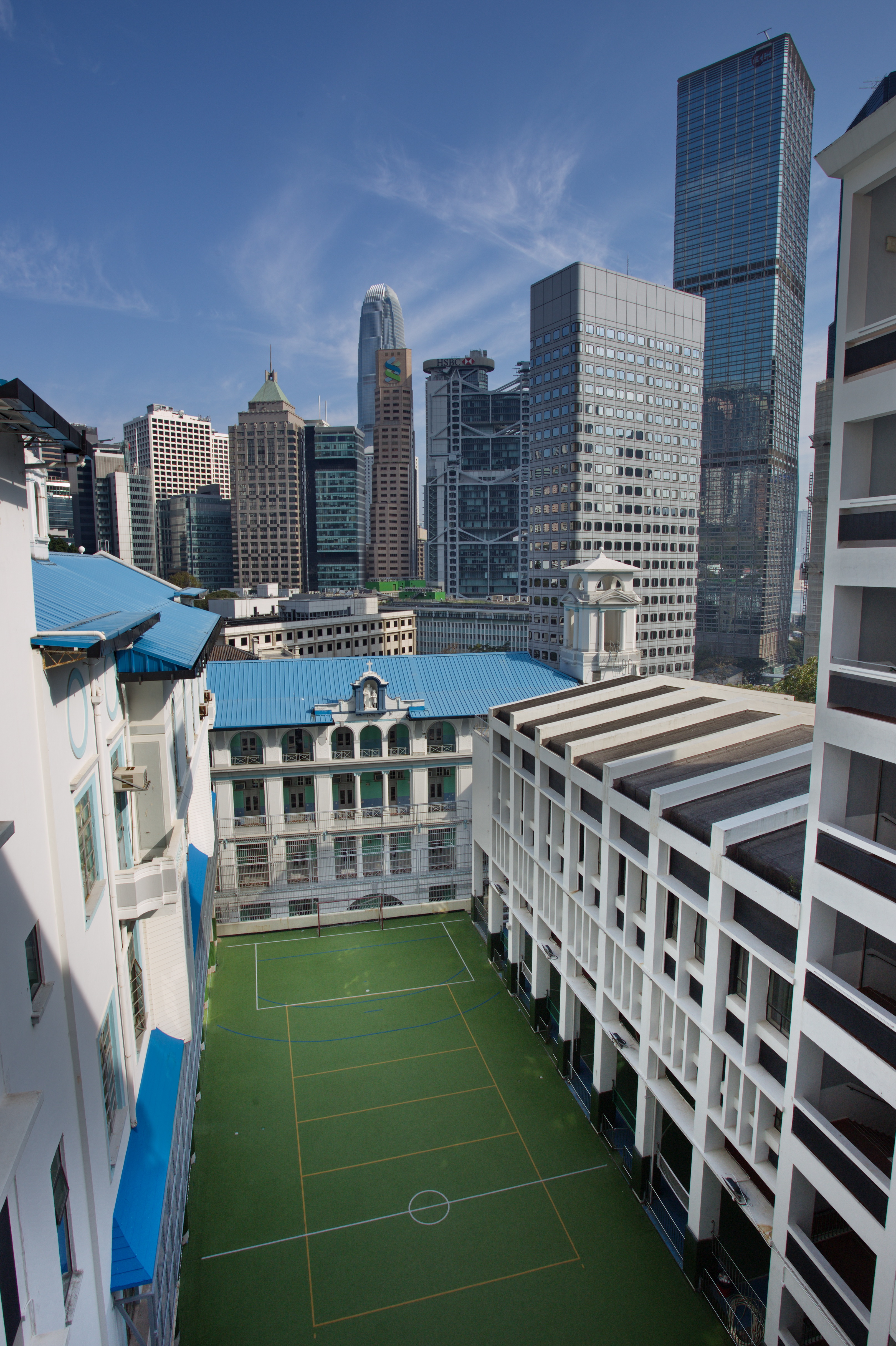
堅尼地道7號校舍（左起：教堂座、舊大樓、新大樓）

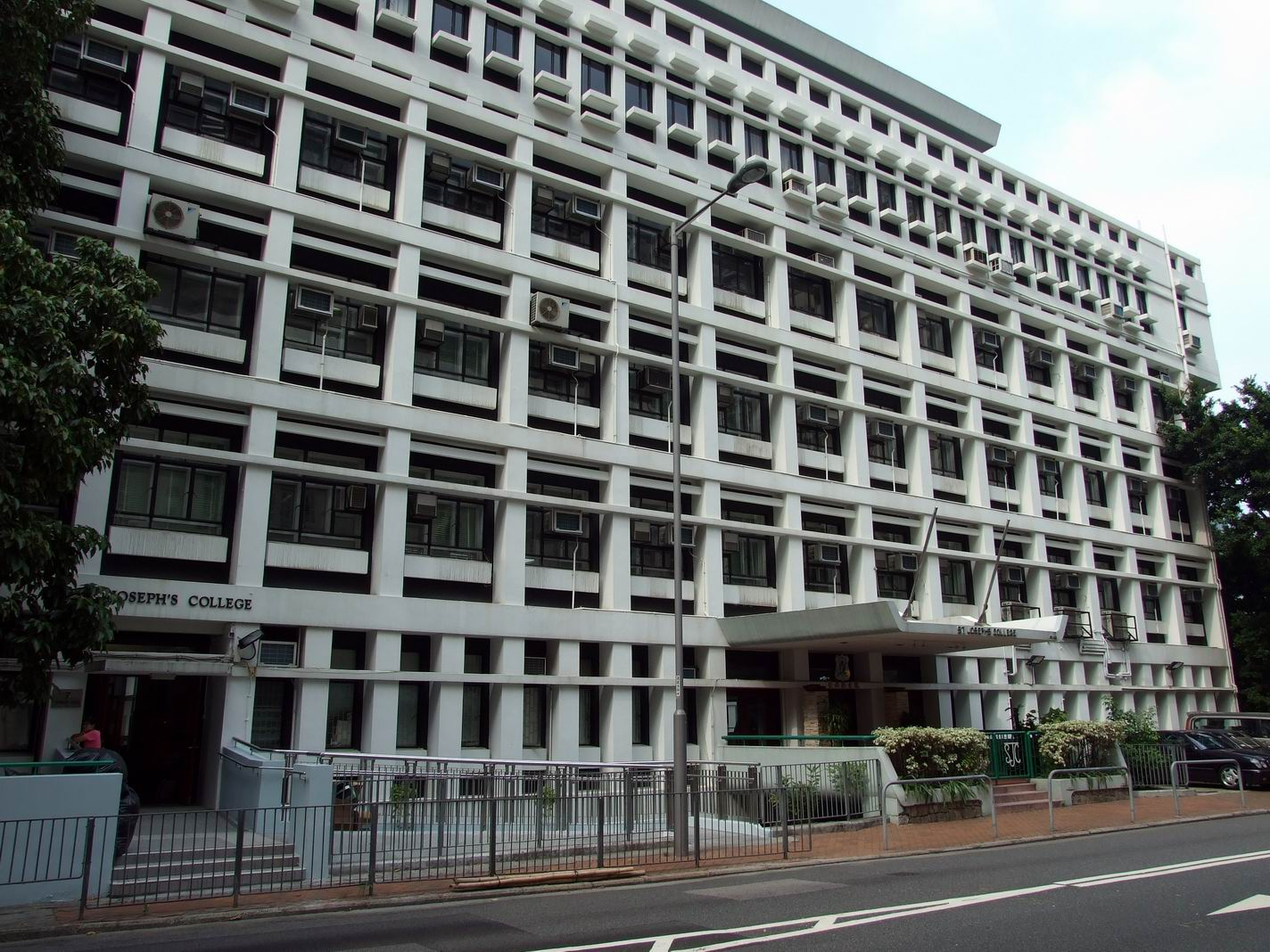
新大樓/南座

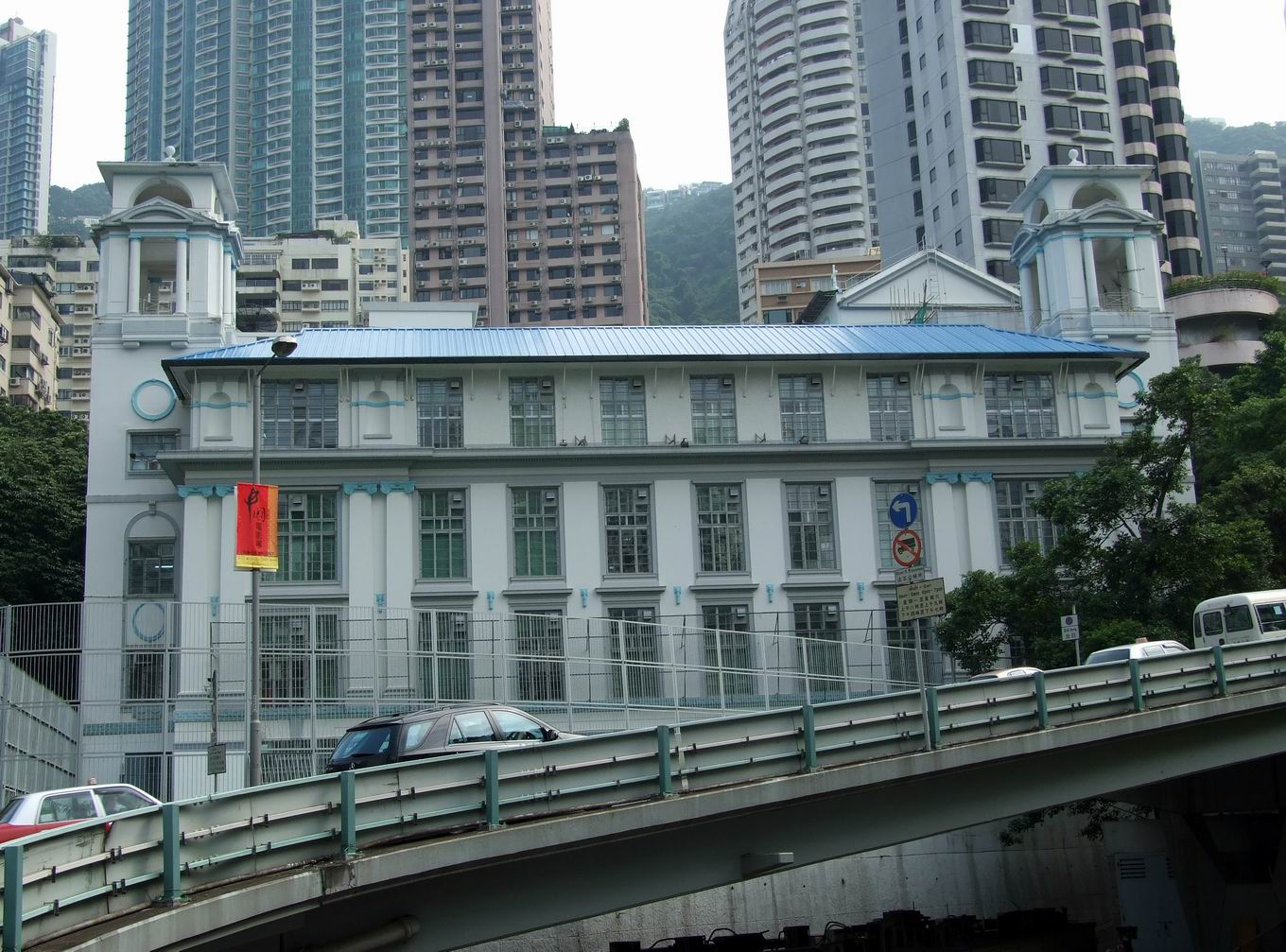
舊大樓/高錕樓/北座

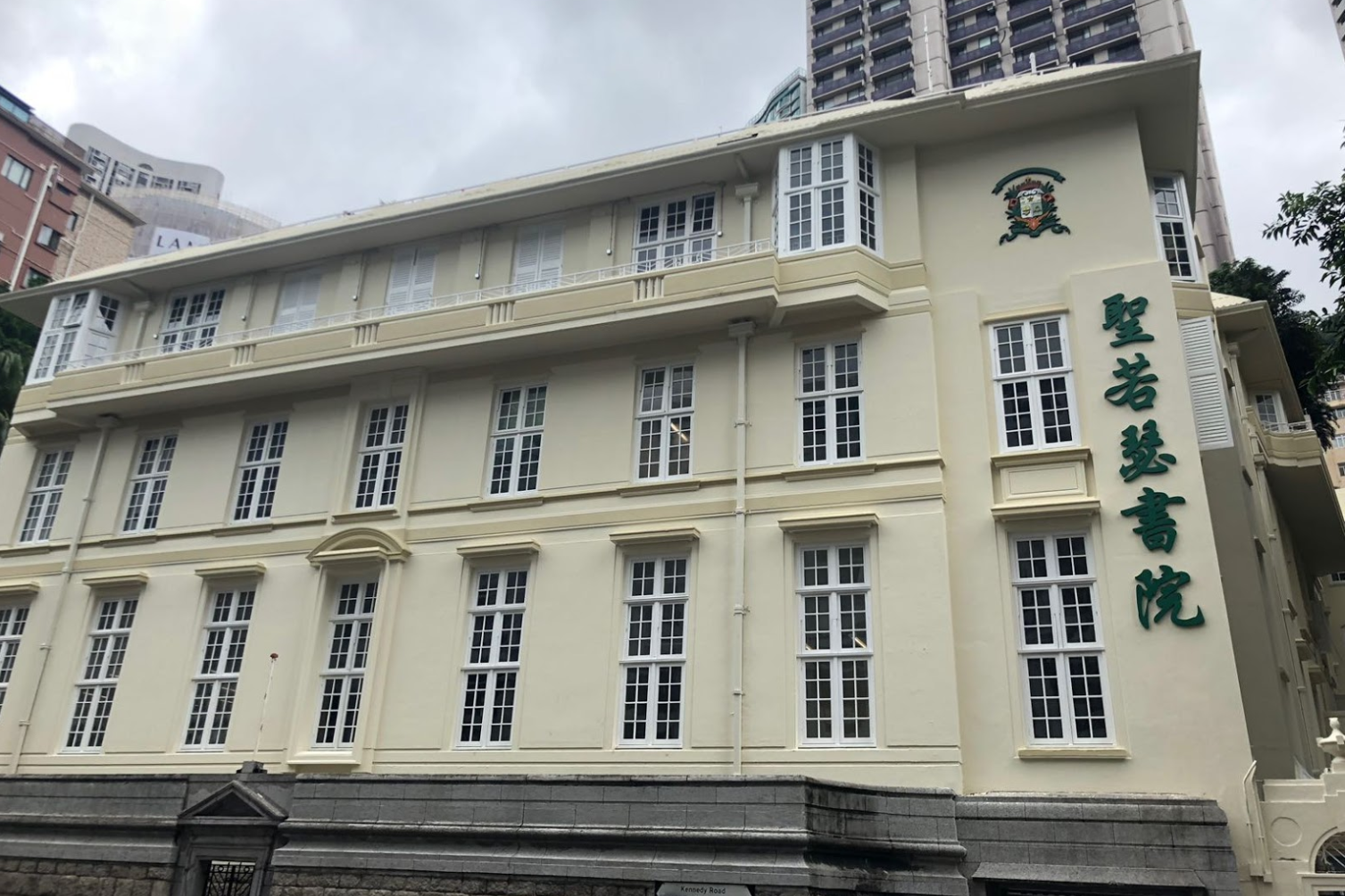
堅尼地道26號校舍

聖若瑟書院（SJC）創立於1875年，是香港現存的首間天主教男子中學和喇沙會學校，為香港補助學校議會22所成員學校之一，故被坊間稱為香港教會主辦的22間「傳統名校」之一。書院在學術、體育、文化及課外活動均有卓越表現，亦是香港學界體育比賽及童軍運動的發源地。
書院校舍位於香港島中半山堅尼地道7號及26號。分別建於1920年及1925年的校舍北座（舊大樓/高錕樓）和西座（教堂座）被列為法定古蹟，建於1935年的堅尼地道26號則為一級歷史建築。
書院的直屬學校為聖若瑟小學（1968-）及聖若瑟幼稚園（1974-2012）。

## 辦學宗旨
書院的願景是接觸學生的心靈，讓學生將來善用他們於書院學習時培養的才能和美德，接觸社會、國家、以至世上更多人的心靈。
書院的辦學宗旨是憑藉信仰和熱忱以人文與天主教教育栽培學生，致力提供良好的學習環境，並藉着師生之間的互動，達致學生在德、智、體、群、美及情意六方面的全面發展。
書院認為成功的學生不止成績優異，更能富有美德地學習、思考和生活。學生應愛護自身的國家和文化並發展潛能，認識和接納自己與他人，慎思明辨，認清自己所信的價值，維持身心靈健康，並具備對社會和公益的關注和責任感。書院相信在家長的合作下能塑造學生的思維和人格，同時讓師生在教學相長的過程中改變書院。
作為富有傳統的喇沙會學校，書院亦期望學生創造自己的若瑟夫精神（Josephian Spirit，又稱綠與白精神），並將自己承襲的精神傳承予低年級學生。若瑟夫精神體現於對上主的忠誠、校內職務的承擔及對他人的關愛。

## 辦學團體
書院由聖若翰·喇沙所創立的全球性辦學團體基督學校修士會 (喇沙會)創立和營辦。1921年11月4日，《聖約瑟書院法團條例》（現香港法例第1048章）生效，香港喇沙會按條例第2條成立為法團，以「聖約瑟書院在香港的校監」名義永久擁有財產。書院為香港九間擁有自身辦學團體法團條例的中小學之一，由於條例採用單一法團（corporation sole）模式，故成為唯一設有兩個法定「校監」職務的學校。
喇沙會的目標是不問出身背景，為青年提供天主教的全人教育，其精神是信仰 (faith) 和熱忱 (zeal)，即對天主抱有信仰、對教育兒童懷有熱忱。
香港喇沙會屬校的目標為提供優質的天主教教育，培養學生對真理的追求和明辨思維，既珍視學生的獨立人格，又發揚師生間團結一致、追求公益的團隊精神。

## 歷史

### 早期天主教教育與聖救世主書院
1842年，清政府被逼簽訂《南京條約》割讓香港，西式教育自此傳入。教廷早在1841年4月便委任若瑟神父為首任香港宗座監牧，創建本地教會。自1845年起，即有葡萄牙裔天主教徒從澳門移居香港，天主教香港監牧區隨即開辦天主教學校，但因資源所限及缺乏政府資助而未有出眾表現。
1858年，清政府再被逼簽訂《天津條約》，教會在香港的教育工作因而迅速發展。教廷同年差遺宗座外方傳教會教士到香港，使命包括提供更好的天主教教育。1860年，外方傳教會神父高雷門（後來的高主教）於士丹頓街開設一所只有20名學生的歐童學校:19。1864年，該校擴展為聖救世主書院（St. Saviour's College），校舍位於砵典乍街與威靈頓街交界的第二代聖母無原罪堂內（現為樂慶里休憩處），設有四個課室及寄宿部，為歐裔、葡裔、菲裔、華人學生提供實用的文法及商科教育 。:23

### 創校初期（1875年─1880年）
為提升聖救世主書院的教學水平，高神父在1858及1861年兩次邀請喇沙會派修士來港辦學，均被拒絕，直至1873年高神父到羅馬辦事，在教廷傳信部長巴那布樞機引薦下，教宗庇護九世親自向因事來訪的喇沙會總會長Frère Philippe修士提出交換條件，終獲喇沙會同意:5。高主教的畫像現存於書院校監辦公室作為紀念。
1875年11月7日，第一批共六位喇沙會修士抵達香港，翌日即接收聖救世主書院，校名改以喇沙會的主保聖人聖若瑟為名（該會創辦人聖若翰·喇沙至1900年才獲封聖）。11月8日，聖若瑟書院（St. Joseph's College）正式成立。
首任校長艾道菲修士（Bro. Hidulphe-Marie NICOLAS）於阿格拉和可倫坡的喇沙會學校累積了豐富的辦學經驗，加上大量澳門籍葡人在1874年9月甲戌風災後移居香港，書院學生人數大幅增長，但因經費及校舍空間所限未能招收華人，令高主教頗感失望:21。首屆學生共有75名、翌年已有165名。:30
喇沙會同時從天主教香港代牧區接管位於第三街的西環養正院（West Point Reformatory，聖類斯中學前身），原希望為歐裔及華人孤兒提供工業學校教育，但因政府堅持養正院應負責羈押經裁判司定罪的少年犯，喇沙會認為其並無資源管理一所羈留式感化院，亦不符其辦學理念，終於1893年將養正院交還代牧區。
1876年6月，高主教以一萬四千港元購置了位於堅道9號（今堅道21號雅苑）的平房 Buxley Lodge 作校舍。
1877年，與聖保羅書院合辦香港開埠以來首場校際運動比賽。
1878年，書院在1月遷入堅道校舍，並開始招收華人學生，首屆共有30名。:21
1879年，在本身是天主教徒的港督軒尼詩支持下，政府放寬學校補助計劃中對宗教教育的限制，書院加入政府補助計劃，成為首批接受政府補助的天主教學校。當時書院共有200名葡裔學生和56名華人學生:23 。書院以英語授課，設葡語和法語選修課，於1905年起每天設中文課。:35
約1880年，書院成立足球隊，為中國最早的足球隊之一。:38

### 羅便臣道歲月（1881年─1918年）

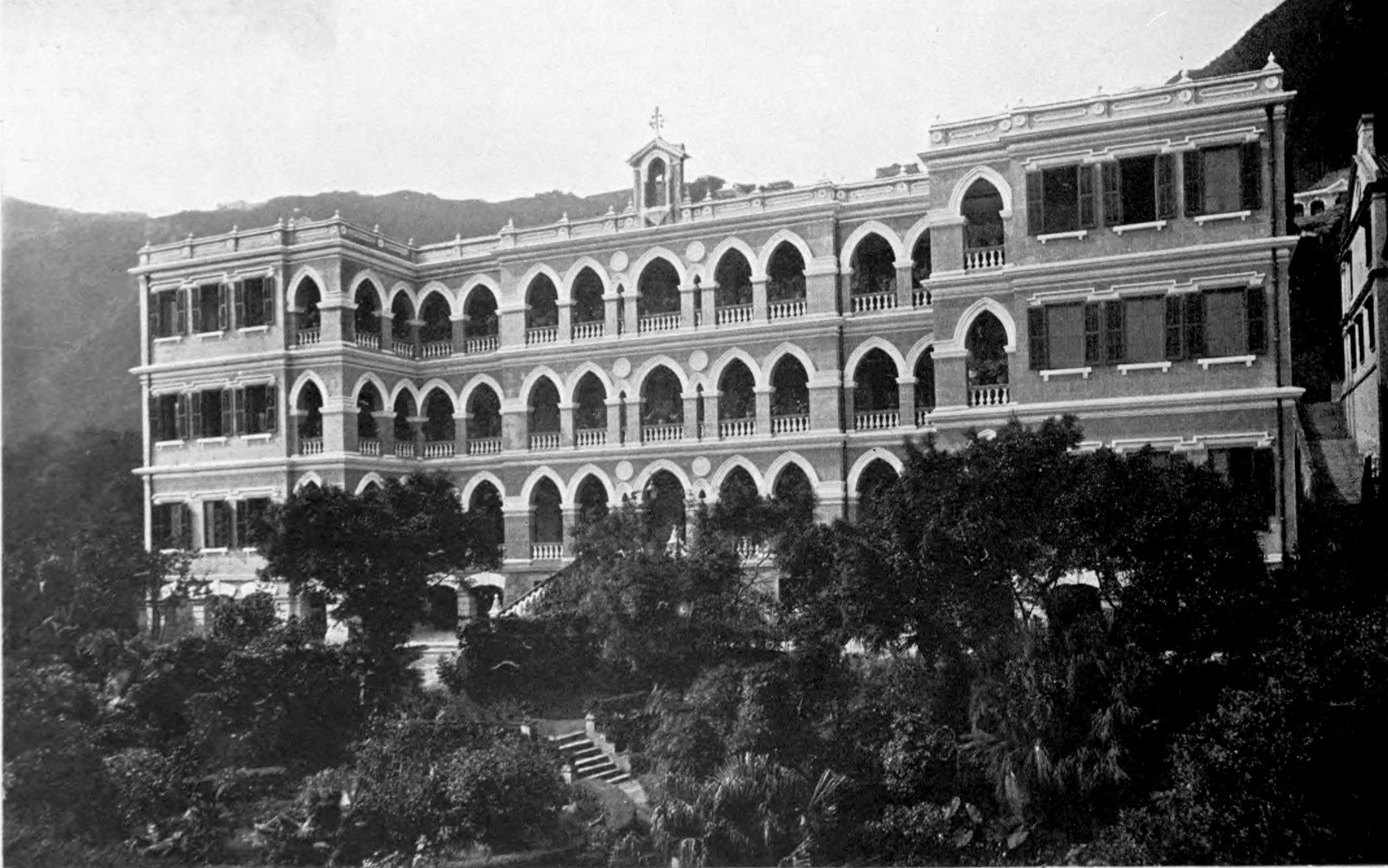
羅便臣道校園（1881-1921）北座聖若瑟樓

1881年，書院學生人數已達三百人，華人約佔一成。高主教得悉堅道校舍不敷應用，遂在羅便臣道下的己連拿利購置新校舎。羅便臣道校舍由港督軒尼斯於1881年11月3日奠基，1882年建成，初時只有兩層高，後於1898年加蓋第三層，1903年增建兩側附翼供宿生住宿。書院開始全面提供八年級（小五）至一年級（中六）課程。:9
此時，書院的學生人數及考試成績皆為香港前列，在運動（足球、籃球、游泳及田徑）及寫作比賽方面亦有出色表現，政府年度教育報告形容書院與拔萃學校及嘉道理學校為香港的重點男校。三年制的高班課程為學生參加牛津大學本地考試（Oxford Local Examination）作準備，學生合格率頗高，足以讓他們獲洋行或政府聘用:37。香港大學成立後，考試改由大學主考，除多數學生獲得合格證書外，書院每年均有學生獲大學取錄（Matriculation）甚至獲頒政府獎學金。1937年前，港督及教育司每年均會出席書院的年度頒獎典禮，聽取校長的年報並致讚詞及頒獎。
約1881至1885年，後來的興中會會長楊衢雲於書院擔任英文教師。:14
1899年，與拔萃男書院及皇仁書院舉行香港首場校際田徑比賽:38。2月2日，士蔑報報導書院與皇仁書院舉行足球比賽，以3：0勝出。
1904年，與拔萃男書院及皇仁書院舉行香港首場校際足球比賽。:38
1909年，首次在校際足球比賽中奪得總冠軍。:38
1913年9月，成立香港首支童軍旅團：香港第一旅，其時香港童軍總會尚未成立，旅團須在英國註冊，為香港童軍運動的發源地，亦為香港樂行童軍運動、海童軍運動、童軍大會操、童軍大露營的起源。
1917年，於羅便臣道校園近羅便臣道一邊建成南座大樓，新增課室。:135
1918年，分別取得校際足球及游泳比賽總冠軍，並在校際田徑比賽保持六連勝成績。:42

### 堅尼地道新址（1918年─1941年）
1918年2月13日，華南發生歷時50秒的南澳大地震，羅便臣道校舍北座聖若瑟樓附翼出現裂痕，政府認為不再適合作學校之用，書院急需搬遷。書院第14、18任校長艾瑪修士 (Bro. Aimar SAURON) 其後以10萬港元從政府購入在第一次世界大戰中被列為敵產充公的德國會所，9月3日起成為書院新址。:5
同年，艾瑪修士有見九龍區學生的教育需要，在漆咸道創立聖若瑟書院分校（St. Joseph's College Branch School），1932年改稱喇沙書院。
1920年，舊大樓（又稱北座，後又稱高錕樓）落成作為課室之用，並於翌年揭幕。1925年，西座（又稱教堂座）落成，設有教堂、實驗室、舊禮堂。兩幢建築均由港督司徒拔揭幕並沿用至今，2000年列為法定古蹟。
1925至1927年，田徑隊連續三年贏得港督盾，即校際田徑賽冠軍:59，並於1932、1935、1936年再奪冠軍。
1934至1939年，香港第一旅破紀錄五度贏得童軍最高技能比賽威爾斯太子錦標。
1937年，盧溝橋事變爆發，中國進入全面對日抗戰。書院本其有教無類的辦學精神，免除來港貧苦學生的學費總額達8,673港元，至1939年有240名學生（全校學生共679名）獲學費減免或寬免。

### 二戰期間（1941年─1945年）
1941年12月7日，日軍侵略香港。開戰初期，英軍使用書院作為醫療基地，並收容逃出九龍的難民。12月18日，隸屬香港義勇防衛軍第5高射砲連的舊生何鴻政（Algernon Ho，何東家族成員）、潘廣權在西灣炮台陣亡，二人葬於赤柱軍人墳場。戰後，何鴻政母親、何世奇夫人羅巧貞以其子名義捐出課室家具，銘牌現存於書院5A班課室。12月19日，隸屬防衛軍第3連的書院教師 Anthony Lim、Percy Felix Lim、林劍鏗（Lim Kim Huan）與喇沙書院教師林尚德（Lim Seang Teik Francis）:7 在黃泥涌陣亡，四人姓名鐫刻於西灣國殤紀念墳場紀念碑上。12月23日，美籍修士戴韋倫（Bro. Peter Damian WHEALAN）志願駕駛救護車撤離傷兵時，在銅鑼灣保良局外被日軍槍擊殉職:6，其姓名鐫刻於跑馬地天主教聖彌額爾墳場喇沙會在港亡故修士紀念碑上。日本皇軍於12月27日（港英政府投降兩日後）佔用書院並要求修士立即離開，書院被逼停辦。:4
日佔時期，書院被用作醫療倉庫、滯港馬來西亞籍學生的宿舍和博愛會醫院:4 。修士大多投靠會院位於西摩道的道明會神父 ，後來獲准乘船離港，輾轉到越南海防:3 。留港的第20任校長莊拉霖修士（Bro. John LYNAM）、前任九龍分校校長奧保祿修士（Bro. Paul O'CONNELL）和馬丁修士（Bro. Martin KELLEHER、1968年任聖若瑟小學首任校長) 則先由香港華仁書院校長博育賢神父（Fr. Edward BOURKE）接濟（當時香港華仁書院校舍正位於聖若瑟書院自1917至1921年所使用的羅便臣道校園南座，奧保祿修士更曾任該校舍主管:3）。由於莊拉霖修士認識校舍對面堅尼地道26號香港日本人學校 （該校舍於2016起撥予聖若瑟書院）的校長，日軍破例容許三位修士居於書院頂樓看守校園:28，由校工「阿耀」:9 協助。

### 戰後發展（1946年─1999年）

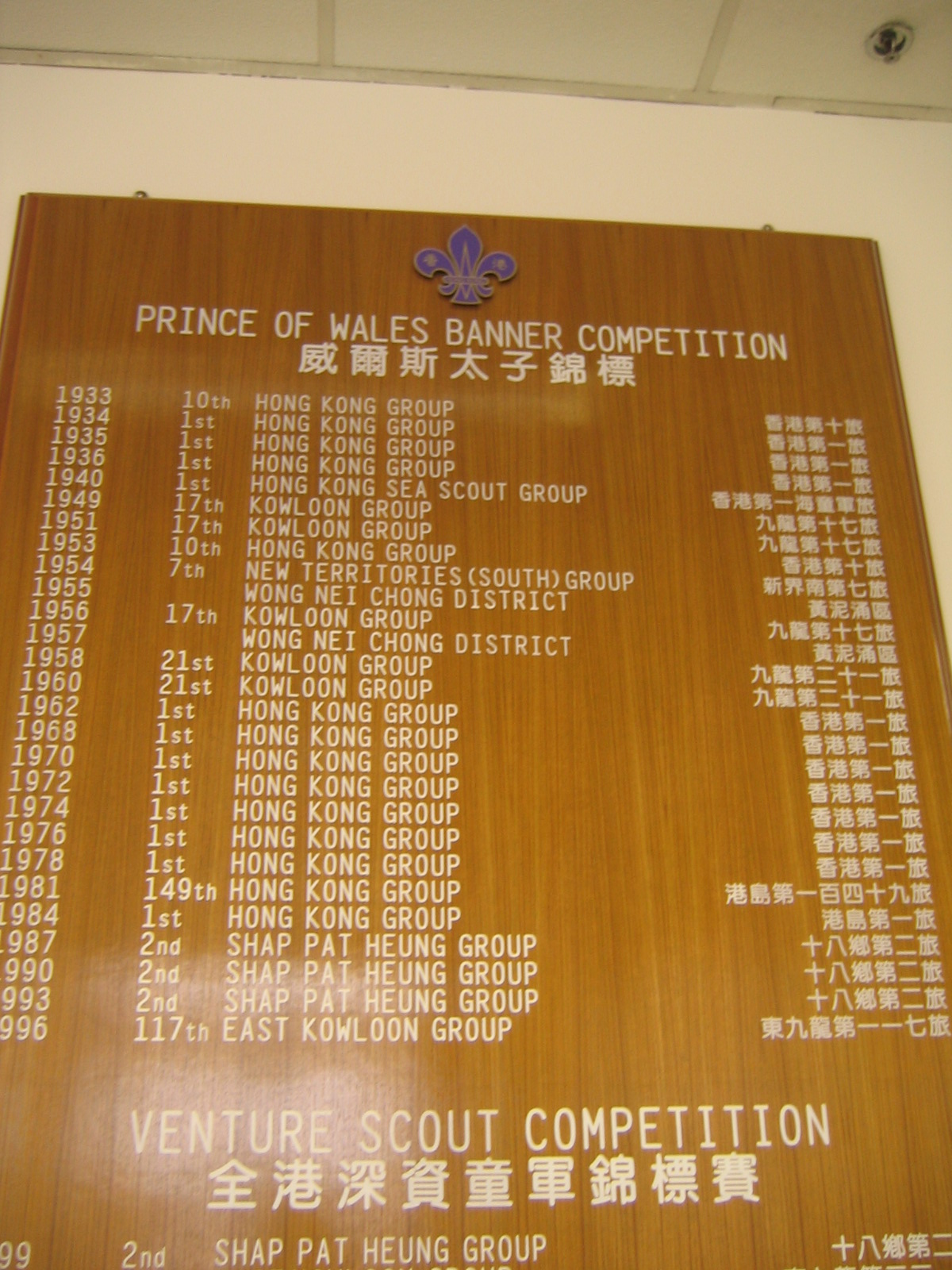
威爾斯太子錦標歷屆優勝隊伍牌匾

1946年：書院於4月8日由校長莊拉霖修士重開:51，並邀請於匯豐銀行工作的1939年畢業生 Enrico Rosario 回校擔任學校秘書（直至1993年退休），令書院得以迅速恢復辦學:3。因應社會變遷，戰後學生以華人為大多數，並不再接受寄宿生。
1957年：開始每年出版「綠與白校刊」（Green and White Magazine），由學生組成編輯部負責編輯。
1962年：德國會所拆卸，改建為一座八層高的現代建築物，稱為新座（New Building），1963年10月25日由港督柏立基開幕。
1967年：聖若翰救傷隊少青團聖若瑟救護見習支隊成立，為改制後香港首支聖若翰救傷隊少年隊伍:155。
1968年：聖若瑟小學創校，書院不再提供小學五年級及六年級課程，主管小學部的馬丁修士擔任首任校長。
1968年：港島第一旅成為至今唯一同年贏得深資童軍支部最高技能比賽（威爾斯太子錦標賽，1999年改名為全港深資童軍錦標）及童軍支部最高技能比賽（嘉爾頓錦標賽）的童軍旅。該旅深資童軍團15次奪得錦標，奪冠數為全港最多。
1969年：9月27日舉行首屆賣物會（Bazaar）為柴灣校舍（即後來的喇沙會學校張振興伉儷書院）籌款，1927年舊生、行政局首席非官守議員羅理基爵士主禮。
1972年：1月8日舉行首屆由學生組成開放日委員會主導的周年開放日，同由羅理基爵士主禮，自此建立由學生負責籌備開放日的傳統。
1981年：學生會成立，負責弘揚若瑟夫精神及服務學生，並接手舉辦周年開放日、才藝表演、學生節等活動。
1990年代：第26任校長湯瑪士修士（Bro. Thomas FAVIER）大力推動體育校隊發展，並親自擔任足球隊領隊老師 :4，書院多次贏得學界足球以至游泳和籃球比賽冠軍。1990年至1993年，書院連續三年稱冠學界足球及游泳比賽。

### 21世紀 (2000年─現在）
2002年：湯瑪士修士卸任校長，並繼續擔任校監至2014年，由數學科教師梁長興接任成為首位非修士校長。湯瑪士修士是服務書院時間最長的修士（1964-1968；1971-2014）和校長（1986-2002）。:7
2002年、2010年:  該年香港中學會考出產四名10優狀元，為當屆會考最多狀元的學校。
2002年：7月16日於香港文化中心舉辦首屆公開售票的「綠與白音樂會」，1966年舊生、康樂及文化事務署署長梁世華主禮。
2003年：書院成為首間奪得該年星島全港校際辯論比賽中文組及英文組冠軍（第19屆）的學校，該紀錄至今尚未被打破。
2007年：書院遷至堅尼地道以來的首次主要擴展工程完成，Agabeg 新翼（Agabeg Annex）於11月6日由舊生、東亞銀行主席李國寶揭幕。
2016年：書院獲教育局批准使用堅尼地道26號空置校舍，翻修工程於2018年9月完成，供中四和中六學生上課之用。
2020年：慶祝145周年校慶，並啟動名為 Vision 22 的校舍重建計劃，預計花費約5億元，短期內翻新新大樓主體和 Agabeg 新翼設施，長遠重建新禮堂以上的新大樓東部和開挖三角形球場下的護土牆，預期於22年後即2042年完成。
2022年：繼1998-99及1999-2000學年後，書院分別重奪該年學界足球精英賽及學界籃球精英賽冠軍，為書院首次同年稱冠足球及籃球精英賽。足球隊及籃球隊亦繼2009-10及2007-08學年後，於該年重奪校際比賽第一組別總冠軍。
2022年、2024年：Vision 22 的第一 （教員室、李家誠創新空間）、二（學生活動空間、張冠城紀念學習空間、健身室）期翻新項目分別完工，由1981年舊生、香港中文大學醫學院副院長盧煜明教授及1976年舊生、替代校監、第29任校長程景坡揭幕。

### 校慶慶典
1906年：慶祝遷往羅便臣道校園25周年銀禧慶典。11月3日，天主教香港代牧區宗座代牧師多敏主教主持感恩祭。同日傍晚，書院首次舉行開放日:32，懸掛彩燈並安排學生頌唱詩歌。
1925年：慶祝50周年金禧校慶，舉辦運動會、感恩祭、音樂會等活動。1926年5月17日，開放日由教育司活雅倫出席頒獎，1880年代舊生、太平紳士布力架致辭。:56
1935年：慶祝60周年鑽禧校慶，11月7日，天主教香港代牧區宗座代牧恩理覺主教主持感恩祭。11月27日，頒獎禮由1880年代舊生、立法局議員布力架主禮:77。同年出版鑽禧紀念特刊。
1975年：慶祝100周年校慶，九位學生組成百年校慶籌備委員會。2月21日於希爾頓酒店舉辦舊生晚宴。2月23日舉行感恩祭，天主教香港教區署理主教林焯煒共祭。2月28日於政府大球場舉行喇沙會學校運動會，由港督麥理浩主禮。3月1日舉行百年校慶開放日，由教育司陶建主禮。7月22日，市政局將校舍東面連接花園道與堅尼地道的小徑包打梨路（Boundary Path）更名為聖若瑟徑（St. Joseph's Path）以表祝賀。
1995年：慶祝120周年校慶。3月26日，開放日由布政司陳方安生主禮（其夫婿輔警總監陳棣榮為書院1953年舊生，自香港大學畢業後曾短暫於書院任教化學與物理）。
2000年：慶祝125周年校慶。1月21日，天主教香港教區主教胡振中樞機主持校慶感恩祭。1月29日，千禧年開放日由行政長官董建華主禮。
2005年：慶祝130周年校慶。1月23日，於香港會議展覽中心舉行酒會。1月30日，開放日由1954年舊生、東亞銀行主席李國寶主禮。
2010年：慶祝135周年校慶。2月7日，開放日由1952年舊生、諾貝爾物理學獎得主「光纖之父」、香港中文大學前校長高錕主禮，並將舊大樓命名為高錕樓。
2015年：慶祝140周年校慶。2月1日，開放日由1954年舊生、東亞銀行主席李國寶主禮。3月19日，天主教香港教區主教湯漢樞機主持感恩祭。11月14日，於香港會議展覽中心舉行週年晚宴，逾1700人出席。
2020年：慶祝145周年校慶。1月10日，啟動禮由1954年舊生、東亞銀行執行主席李國寶主禮，並啟動名為 Vision 22 的校舍重建計劃。
2025年：慶祝150周年校慶。1月17日，啟動禮由教育局副局長施俊輝主禮。2月23日，開放日由1981年舊生、香港中文大學校長盧煜明教授致辭，1962年舊生、豐盛企業集團主席杜惠愷；1969年舊生、行政會議成員兼立法會議員林健鋒；1982年舊生、博物館諮詢委員會主席蘇彰德教授；1984年舊生、資深大律師石永泰主禮。3月19日，天主教香港教區主教周守仁樞機主持感恩祭，舊生神父共祭。同年舉行論壇、科學講座、象棋比賽、學生藝術作品展覽等。

## 學校傳統

### 校訓
Labore et Virtute（拉丁文）；Labour and Virtue（英文）；勤勞與美德 （中文）；勤奮向善（聖若瑟小學中文版）。
勤勞與美德總結了聖若瑟書院主保聖人聖若瑟的一生：聖若瑟是一位勤勞的木匠，其高尚的品格使他成為耶穌的「父親」。校訓也彰顯聖若瑟書院的精神：本著勤勞與美德，學生應能活出成功的人生，持守書院的優良傳統。

### 校徽
聖若瑟書院校徽上的彩帶寫上校名 "SAINT JOSEPH'S COLLEGE"，十字架代表天主教信仰。盾徽上方的五角星和光芒取自喇沙會的會徽，左方的書本和明燈象徵知識，書本上的A和Ω象徵知識的傳授，右方的折骨取自聖若翰喇沙的家族紋章，象徵勇氣。盾徽下的鳶尾花是法國國花，代表聖若翰喇沙的故鄉，下綴書院的校訓 "LABORE ET VIRTUTE"。

### 校歌
聖若瑟書院的校歌原名為 Our Alma Mater's Call，原曲為19世紀愛爾蘭傳統民歌O'Donnell Abú，由第17任校長馬爾真修士 （Bro Marcian James CULLEN，1921至1922年在書院服務）於1903年填上歌詞，1921年成為校歌。馬爾真修士曾出任香港、新加坡、馬來亞多間喇沙會學校校長，此曲遂成為多間學校共同的校歌。除香港的聖若瑟書院、聖若瑟小學及張振興伉儷書院以外，使用此校歌的喇沙會學校包括新加坡聖若瑟書院（St. Joseph's Institution）、馬來西亞檳城聖芳濟國民中學（St. Xavier's Institution）、馬六甲 St. Francis' Institution 及怡保 St. Michael's Institution 。

### 代表顏色
綠色與白色在創校初期已經是學校的代表色。 綠色代表愛爾蘭的國花酢槳草，白色則代表法國的百合花飾，原因應是因為早年獲派到書院的修士多來自愛爾蘭及法國，歷任修士校長更全為愛爾蘭人、法國人及愛爾蘭裔或法裔加拿大人。

### 稱謂
書院官方名稱為「聖若瑟書院 St. Joseph's College」，但校徽及部分場合使用英文全寫「Saint Joseph's College」。書院的中文官方名稱一度被登記為「聖若瑟英文書院」，直至2018年獲教育局批准於9月1日正名。1962年前，書院堅尼地道正門刻有「院書大 St. JOSEPH'S COLLEGE 瑟若聖」字樣:133。香港法例第53B章《古物及古蹟(古蹟及歷史建築物的宣布)(綜合)公告》第3(aq)條及第1048章《聖約瑟書院法團條例》則譯為「聖約瑟書院」，坊間亦常採用。
聖若瑟書院的學生稱為若瑟夫 (Josephian)，俗稱聖Jo仔。
聖若瑟書院常以「綠與白」 (Green and White，簡稱G&W) 作為前綴。以綠與白為名的包括書院的傳統精神 (G&W Spirit)、開放日 (G&W Day)、步行籌款 (G&W Walkathon)、舞會 (G&W Ball)、音樂會 (G&W Concert)、校刊 (G&W Magazine)、校網 (G&W Online、G&W Heritage)和籌款感謝牆 (G&W Wall)。

### 若瑟夫精神
「若瑟夫精神」為書院對學生人格特質的理想。書院並無將之具體量化，但期望學生能活出自己所定義的「若瑟夫精神」，忠於上主、勇於承擔職務、關愛他人，並將之傳承予低年級學生。

### 口號
每逢學界體育比賽，學生會成員與高年級學生均會組織打氣隊到比賽現場為校隊打氣。在迎新日、學生會活動、開放日及中六最後上課日，學生會主席亦會帶領學生叫喊口號。
- L：打氣領袖
- J：若瑟夫

|  | L: Josephians, are you ready? J: Yes! L: Give them a strike! J: S! L: J! J: J! L: C! J: C! L: All together! J: SJC! L: Louder! J: SJC! L: I can't hear you! J: SJC! L: They can't hear you!! J: SJC! L: One last time! J: SJC! L: SJC Forever! J: SJC Forever! |

### 課時
創校初期，書院跟隨意大利習慣，將每星期三列為學校假期。現時，冬令時間的每星期三及夏令時間（九月及五月）為半日制，仍與意大利多數中學的課時相若。
此外，書院早於1883年便應教育司邀請提供簿記課:31，現時仍於初中開設會計導論科目。

### 與其他學校淵源
喇沙書院：1917年，聖若瑟書院第14、18任校長艾瑪修士於漆咸道南創辦聖若瑟書院分校（St. Joseph's College Branch School），1932年聖若瑟書院分校改稱喇沙書院。兩校與其他喇沙會學校每年舉辦交換生計劃、聯校運動會等交流活動。
香港華仁書院、九龍華仁書院：聖若瑟書院舊生、前教師徐仁壽於1919年創辦香港華仁書院、1924年創辦九龍華仁書院，並邀請聖若瑟教師林海瀾（林後擔任兩所華仁書院的校長）及劉保（徐仁壽的老師，亦為聖若瑟舊生）加入。1921年，聖若瑟書院在堅尼地道校園舊大樓落成後遷離羅便臣道校園南座（後稱羅便臣道8號），改予香港華仁書院辦學:4。日佔期間，已由耶穌會營辦的香港華仁書院曾於同一校舍收留書院三位修士。
新加坡聖若瑟書院：二戰前，五位修士曾先後擔任香港與新加坡兩所聖若瑟書院校長：麥格夫（Bro. Osmind Gregory McGRATH）、洛他（Bro. Michael NOCTOR）、馬爾真（Bro. Marcian James CULLEN）、艾瑪（Bro. Aimar SAURON）、畢奇（Bro. Stephen BUCKLEY），新加坡聖若瑟書院四個社當中分別以主持1900年代擴建和譜寫校歌的洛他及馬爾真修士命名。兩校均以綠色與白色為代表色，並以 "Our Alma Mater's Call" 作為校歌。
英華書院：1914年，英華書院復辦，短暫租用聖若瑟書院於1876至1881年間使用的堅道9號 Buxley Lodge 作為校舍。
香港日本人學校：書院現時使用的堅尼地道26號校舍由該校的前身於1930年代籌建並於1935至1945年間使用。日佔期間，由於書院第20任校長莊拉霖修士與該校校長相熟，三位留港的喇沙會修士得以倖免於難，且獲准於書院繼續居住。:28
皇仁書院：1947至1950年間使用堅尼地道26號校舍。1950年，借用聖若瑟書院7號校舍禮堂舉行周年頒獎禮。兩校共同舉辦香港首場學界田徑（1899年)、足球（1904年）:38、越野（1953年2月11日）賽事。
聖若瑟英文中學：該校於1958年由耶穌聖心門徒會修士孫保祿創辦。孫保祿曾於東北辦學，來港後獲喇沙會修士收留，1952年起於喇沙書院任教，並在喇沙書院校長菲力士修士（Bro. Felix SHEEHAN）和安東尼修士（Bro. Anthony KNOLL）大力協助下終覓得校舍，完成自行辦學的心願。為感念喇沙會修士的恩情，孫保祿將其學校以喇沙會主保聖人聖若瑟為名。然而，兩校並無聯繫。
張振興伉儷書院：建校規劃初期曾使用聖若瑟書院柴灣校舍作為項目名稱，1968年得旅美開平華僑張振興捐助50萬元建校，因而改為現稱。兩校校歌旋律相同，同以 "Laboure et Virtute" 為拉丁文校訓，校徽元素亦相近，不同之處在於該校為校歌填上中文歌詞，並以「行健自強」為中文校訓（聖若瑟書院譯為「勤勞與美德」，聖若瑟小學則譯為「勤奮向善」）。
聖保羅男女中學：該校於2016年將堅尼地道26號校舍交回教育局，書院其後透過校舍分配取得該校舍作擴展之用，2018年9月啟用。

## 校園
聖若瑟書院坐落於中半山堅尼地道7號及26號，由金鐘太古廣場步行前往需約12到18分鐘，由中環港鐵站步行前往則約需8到12分鐘，亦可乘搭路線12A、23、40、103巴士和路線 1A、28小巴。校舍鄰近聖若瑟堂 (由天主教香港教區而非喇沙會營辦，巧合地與書院均為高主教的構思)、花園道纜車總站、香港公園、前任行政長官辦公室和聖保羅男女中學。午飯時間，不少聖若瑟書院和聖保羅男女中學的學生也會到附近堅麗閣旁的景成、文利和煊記三間士多購買飯盒。
校舍東面連接花園道與堅尼地道的小徑名為聖若瑟徑（St. Joseph's Path）。該路前稱包打梨路（Boundary Path），市政局於1975年7月28日通過更名，以紀念書院百年校慶。
聖若瑟書院校園由堅尼地道7號舊大樓 (Old Building，又稱高錕樓 Charles Kao Block或北座 North Block)、教堂座(Chapel Block，又稱西座 West Block)、新大樓 (New Building，又稱南座 South Block)、Agabeg 新翼 (Agabeg Annex) 和堅尼地道26號校舍組成。具歐陸風格的北座和西座在2000年8月18日被列為法定古蹟。
舊大樓、教堂座、新大樓之間的中庭為人造草地足球場，兩側新、舊禮堂下方的空間為籃球場。該空地原為德國會所的後院，書院於1918年9月3日遷入後即作為操場之用。英格蘭名宿積查爾頓曾於1988及1995年兩次蒞臨球場與學生交流。2024年，足球場以前校監、第26任校長湯瑪士修士命名，紀念其在校長任上親自帶領足球隊15度贏得學界總冠軍。

### 舊大樓/高錕樓/北座（1920─）
舊大樓於1920年落成，1921年9月5日由港督司徒拔揭幕:5、天主教香港代牧區宗座代牧師多敏主教祝聖:45，樓高四層，左右兩端各有一座塔樓，每層以遊廊連接五個標準課室和兩端的小房間。樓頂面向足球場一面建有藍白色舍利安拿式山牆，山牆內放有聖若翰喇沙和孩童石像，其上為十字架，其下寫上書院創校年份 1875。面向紅棉路的外牆以兩層高的巨型愛奧尼亞柱式承托，面向足球場一面則可見頂層遊廊的九個柱拱、中間兩層的愛奧尼亞柱式及托斯卡尼柱式、底層的大柱拱。舊大樓現時主要由中一、中二、中三和中五年級使用作課室，並設社工室、乒乓球桌、英語閣、數學閣和訓導老師室，底層連接聖若瑟徑側門和供中一學生專用的三角形硬地球場。

### 教堂座/西座（1925─）
教堂座於1925年10月24日由港督司徒拔於卸任前揭幕:6，同樣樓高四層，由實心牆築成，牆上開設窗洞和教堂層的小陽台，頂部建有小塔和十字架，底層以托斯卡尼柱式承托。現設有教堂、音樂室、科學實驗室、初級化學實驗室、高錕教室以及舊禮堂（又稱李石朋紀念堂），舊禮堂下方的空間為籃球場和港島第一旅童軍室。

### 新大樓/南座（1963─）
為擴展空間及適應戰後教育需要，書院拆除原建於1902年、樓高五層的歐式建築德國會所（Club Germania），並改建成樓高八層的現代化大樓。新大樓於1962年6月14日由喇沙會全球會長 Nicet Joseph 修士奠基、天主教香港教區主教白英奇祝聖，1963年10月25日由港督柏立基揭幕，該奠基石現置於足球場旁，牌匾則懸於正門後方。2020年，書院公佈名為 Vision 22 的重建計劃並開始籌款，首兩階段將翻新新大樓和 Agabeg 新翼的部分設施。第一期於2022年8月7日由舊生、時任香港中文大學醫學院副院長盧煜明教授揭幕。第二期於2024年1月28日由發起計劃的舊生、替代校監、第29任校長程景坡揭幕。
新座現有物理、生物、化學實驗室、新禮堂（又稱李石朋禮堂）、校務處、會議室、飯堂、學生會室、扶輪少年服務團室、修士宿舍，以及 Vision 22 計劃下重建的的第一期項目：亞爾豐索修士教員室、李家誠創新中心（謝家寶太平紳士視覺藝術室、STEM工作間、電腦室、校園電視室）；第二期項目：張冠城紀念學習中心（張冠城紀念圖書館、演講室）、自修室。張氏1928年參與聖約翰救傷隊的團體照現於演講室展示。

### Agabeg 新翼（2007─）
2005年，校舍於新禮堂下方進行擴展工程，增建空間命名為 Agabeg Annex 以紀念2005年將三百萬元遺產贈予書院的1927年畢業生 Godfrey Avryl Agabeg。新翼於2007年11月6日由舊生、東亞銀行主席李國寶揭幕。新翼原為利國偉爵士科技學習中心、舊生教員室 E、同仁會教員室 F、李仲賢醫生及李國賢博士視覺藝術室。在 Vision 22 重建計劃第二期完成後，現為學生活動中心（課外活動室、會議室、制服團體室、領袖生室、VEAPT室、輔導室）及康寶駒健身室，及翻新後的杜惠愷閱讀室。

### 堅尼地道26號校舍（2018─）
受空間和法定古蹟地位影響，堅尼地道7號校舍的擴建潛力有限。書院因而於2014年向教育局申請使用位於堅尼地道26號、被列作一級歷史建築的空置校舍，2016年獲局方批准。 重修後的26號校舍於2018年9月新學年啟用，設有中四和中六課室、教員室、音樂禮堂、文淵閣（中文閣）、籃球場和會議室。26號校舍於2018年11月21日由天主教香港教區主教楊鳴章祝聖（牌匾現存於正門旁），2019年1月26日由舊生、香港中文大學醫學院副院長盧煜明教授揭幕。
26號校舍於1935年落成，由香港日本人學校所建，建築物呈L形，外觀為新古典主義建築，多處可見圓拱及柱式，面向堅尼地道一面三樓設有陽台。建築物多處包括屋簷、屋頂、陽台、女兒牆、操場柵欄具日本特色，走廊、煙囪體、和禮堂內兩邊的壁柱則受裝飾藝術風格影響。古物古蹟辦事處形容該建築風格為香港少見，原有建築特色保存良好。1940年9月8日，日人於校內設置香港首座「神社」（供奉天照大神）並舉行鎮座祭，1943年1月7日重置「香港神社」石碑，為日佔時期香港三座「神社」之一。石碑的基座現放置一尊聖若翰喇沙像，兩座狛犬1989年由英基堅尼地小學遷至沙灣徑新校園，1997年送還香港日本人學校，現存於小學部校長室門外。
香港日本人學校於1941年4月改稱香港日本國民學校，1942年8日改稱香港國民學校，日本戰敗後於1945年9月廢校。校舍戰後曾為警察訓練學校（1945-1946）、官立漢文高級中學（1946-1961，1951年改稱金文泰中學）、皇仁書院（1947-1950，共用）、堅尼地道小學（1961-1989，現稱堅尼地小學）、己連拿小學（1989-1991）、香港國際學校幼年教育中心（1991-1994）、香港加拿大國際學校小學部（1995-1998）、聖保羅男女中學附屬小學（1999-2008）、聖保羅男女中學（2008-2016，附翼）。

### 德國會所（1918─1962）
德國會所（Club Germania）建於1902年。第一次世界大戰期間英國向德國宣戰後，立法局於1914年10月6日通過《與敵貿易條例》，德國會所被港英政府列為敵產沒收。書院第14、18任校長艾瑪修士（Bro. Aimar SAURON）其後以十萬港元從政府敵產保管人購入德國會所，1918年9月3日起為書院所用，以取代在南澳大地震中損毀的羅便臣道校舍:5，後因空間不敷應用於1962年拆卸，改建為新大樓。 德國會所設有上禮堂（Upper Hall）、學生寢區（並無獨立睡房）、接待大堂、聯誼廳、桌球室、圖書館、地理室、化學、生物、物理實驗室、沖印房、校務處等。戰後，書院不再招收寄宿生（boarder）。

### 羅便臣道校園（1881─1921）
高主教得悉書院位於堅道9號的校舍不敷應用，遂於1881年3月於己連拿利和羅便臣道交界購置物業:23。書院自1881年6月6日起於羅便臣道辦學:23，北座及南座分別於1882年及1917年落成。1918年2月13日南澳大地震後書院分階段遷至德國會所，兩座校舍最終於1921年交還天主教香港代牧區。:5
初時，羅便臣道校園只有一間小屋，師生須於草棚內上課。北座（即聖若瑟樓，St. Joseph's Building）於1881年11月3日由港督軒尼詩奠基，1882年9月15日由署理總督馬師及督學官歐德理宣布啟用，學生人數共190人:23，1883年1月6日由署理總督馬師揭幕、宗座代牧高主教祝聖。聖若瑟樓原有兩層，後於1898年和1903年分別加建第三層及附翼供寄宿生住宿。南澳大地震後，政府認為聖若瑟樓不再適合作為校舍之用，聖若瑟樓自1920年起遂改作住宅，直至1988年拆卸並由長江實業重建為住宅樂信臺。坊間常將聖若瑟樓與鄰近的聖若瑟臺（St. Joseph's Terrace，住宅）、聖若瑟屋（St. Joseph's House，八十年代拆卸），聖若瑟別墅（St. Joseph's Villa，重建為高主教書院 C座）、聖若瑟大廈（St. Joseph's Mansion，後改名明愛恩理覺樓，重建為宏基國際賓館）混淆，但後四者均未曾為書院所用。:52
近羅便臣道的南座於1917年落成:6。書院遷離後，該三層大樓自1921年起成為香港華仁書院校舍（1927年起加入羅便臣道2-6號聖若瑟大廈，南座地址則重編為羅便臣道8號），1955年成為聖貞德學校校舍，直至1960年由該校拆卸重建。1986年，聖貞德學校遷出，原址成為樂信臺一部分。
時至今日，書院仍保存軒尼詩1881年11月3日於聖若瑟樓奠基儀式中使用的奠基石和銀鏟。

### 堅道校舍（1876─1881）
高主教得悉書院因空間所限無法取錄華籍學生後，於1876年以一萬四千港元購入位於堅道9號的平房 Buxley Lodge，設有四間課室。書院於1878年1月安排部分學生遷入。該址現為堅道21號雅苑，而非堅道99號豐樂閣的前身大宅百事樓（Buxey Lodge）。

### 砵典乍街校舍（1875─1881）
前身為聖救世主書院校舍，設有四間課室，校舍位於砵典乍街與威靈頓街交界的第二代聖母無原罪堂，現為樂慶里休憩處。1878年1月，堅道校舍啟用後騰出的空間讓書院得以取錄中國籍學生:7。
第二代聖母無原罪堂的聖洗池及三個祭台後遷至位於堅道的第三代聖母無原罪主教座堂繼續使用至今，高主教後來遷葬於座堂內，亦放有聖若翰·喇沙的雕像。

## 課外活動
聖若瑟書院以由學生主導各類型課外活動聞名。校方認為，相比考試，課外活動對個人成長更為重要；對校內職務的承擔亦包含於書院所定義的若瑟夫精神。
書院的主要學生團體包括學生會（Students' Union, SU）、扶輪少年服務團（Interact Club，俗稱In記）、品德教育及學業推廣委員會（Value Education and Academic Promotion Team, VEAPT）、領袖生組（Prefects' Board）、音樂學會。

### 學生會
成立於1981年9月，負責課外活動頒獎典禮（1981年起）、設計學生證、學生節（1982年起）、開放日（1985年起）、中一迎新、才藝表演（Internal Talent Quest, ITQ）（1986年起）、學生論壇（2016年起）、學生會選舉（2018年起）。早年曾舉辦聖誕派對、生涯規劃活動、公民教育活動、「綠與白普查」、售賣文具等，1992年與嘉諾撒聖心書院合辦聯校才藝表演，2024年與瑪利諾修院學校合辦交換生計劃。
1992年起，學生會每年舉辦週年開放日（當年稱為同樂日）。2005年起，首次為開放日推出由學生主唱、填詞和編曲的主題曲及音樂影片。2021年起，推行信任票制度，首次由學生投票選出學生會。
才藝表演於1976年首次舉辦，共28組學生表演唱歌、彈奏結他、話劇，並邀請三間女校學生表演。1985年由音樂學會復辦，中六學生趙增熹為負責學生之一。歷年曾參與的學生包括鄧兆尊、王友良、許廷鏗、林家謙等。此後每年的才藝表演決賽均會邀請歌星到校演出，當中包括太極樂隊（1986）、王菲（1991）、楊千嬅（1997）、小學舊生陳奕迅（1999、2000）、容祖兒（2000）、Twins（2002）、張敬軒（2007、2022）、鄧紫棋（2007、2009、2011）、洪卓立（2008、2019）、舊生許廷鏗（2010、2014、2021、2023、2025 準決賽）、C AllStar（2011、2015）、Supper Moment（2014、2018）、周柏豪（2015）、周殷廷（2015）、江海迦（2017）、ToNick（2017）、舊生梁釗峰（2017、2019、2025）、RubberBand（2021）、舊生林家謙（2021）、吳林峰（2021）、Lolly Talk（2022）、梁嘉茵（2023）、張天賦（2024）、李幸倪（2024）、謝曉盈（2024）、舊生徐浩生（2025 準決賽）、Avantgardey十位成員（2025）。
1971至1976年，社會服務學會曾舉辦慈善演唱會 Sound Collection，嘉賓包括舊生 Joe Junior、黎愛蓮、陳美齡、新特樂樂隊、菲裔樂隊 Danny Diaz等 ，為該年課外活動籌款。

### 扶輪少年服務團
成立於1966年3月21日，早年由扶輪社社員督導，負責舉辦「綠與白步行籌款」、「綠與白舞會」及社會服務活動。綠與白舞會於1970年2月21日首次舉辦，早年用於為該年校刊籌款，並於現場舉行「綠與白小姐」選美比賽（Miss Green and White），千禧年後曾改為選出「綠與白情侶」（Green and White Couple），2012年起每年推出由學生包辦製作和演出的舞會宣傳短片。綠與白步行籌款於1972年首次舉辦，亦用於為校刊籌款。

### 品德教育及學業推廣委員會
成立於1997年，負責舉辦年度學術頒獎典禮、畢業典禮、健康校園活動及價值觀推廣等。

### 領袖生組
前身為成立於1982年9月的學生會領袖生組，2010年起分開運作，領袖生於校內執行校規，並參與聯校領袖生活動。

### 音樂學會
成立於1984年9月，負責舉辦才藝表演（1985年起）及週年「綠與白音樂會」（2002年起），並組成室內男聲合唱團（Chamber Boys' Choir，2017年起）、管弦樂團等參賽及表演隊伍。
1972年，朱兆平加入書院成為首位專任音樂教師，初級合唱團首年即奪得香港學校音樂節第一名。1974年，首次奪得混聲合唱團（與嘉諾撒聖方濟各書院聯隊）挑戰組第一名暨音樂學會盾。2024年，室內男聲合唱團奪得第二組別最佳中學男聲合唱團（外文歌曲、中文歌曲）及最佳中學混聲合唱團（與嘉諾撒聖心書院聯隊）。

### 制服團體
書院的制服團體為香港童軍總會港島第一旅（童軍團、空童軍團、深資童軍團、供聖若瑟小學學生參與的小童軍團及幼童軍團、供舊生參與的樂行童軍團）、香港聖約翰救傷隊少青團聖若瑟救護見習支隊、香港紅十字會紅十字青年團第17團。
港島第一旅（First Hong Kong Group）成立於1913年9月20日:133，前稱香港第一團（First Hong Kong Troop），為香港首支童軍旅團，成立時共有60名團員。由於香港童軍總會其時尚未成立，旅團1914年4月於英國童軍總會註冊，團長為寶雲（ F J Bowen） 少校，當時已有120名團員。11月設高級童軍團（St. Joseph's Body Guards）供18至25歲舊生參與，為香港樂行童軍活動的起源。12月設海童軍隊，由英國皇家海軍勝利艦艦長史捷菲（Philip Streatfeild）上校主持，為香港海童軍活動的起源，約於一戰前解散。1914年，第一旅於美利兵房操場舉行香港首次童軍露營，翌年於書院羅便臣道校園前地舉行香港首次童軍大會操。第一次世界大戰開戰後，全港童軍運動因歐籍領袖離港而中斷，直至1920年由寶雲中校回港重組第一旅並接任香港童軍總會香港總監:134。1934至1939年，香港第一旅破紀錄五度贏得童軍最高技能比賽威爾斯太子錦標，當時負責老師為柯昭璋:134，他戰時在昂船洲作戰遭遇空襲重傷，後因軍旅服務獲頒效率獎章（ED），1950-53年間成為香港童軍總會首位華人香港總監。
1968年，港島第一旅成為至今唯一同年贏得深資童軍支部最高技能比賽（威爾斯太子錦標賽）及童軍支部最高技能比賽（嘉爾頓錦標賽）的童軍旅。此後，港島第一旅連續六屆（至1978年）及於1984年奪得威爾斯太子錦標，並於2008、2014、2024年奪得改名後的全港深資童軍錦標，為歷屆奪冠最多（15次）的深資童軍團。童軍團則八次奪得嘉爾頓錦標，僅次於奪得十次的香港華仁書院港島第十五旅。2024年，港島第一旅成為首支同年贏得三項支部最高技能比賽的旅團：樂行童軍錦標賽、深資童軍錦標賽、幼童軍香港總監挑戰盾。
上世紀初期，第一旅童軍經常參與社會服務協助正規部隊，當中包括一戰初期接受傳訊及救護訓練、1925年普慶坊山泥傾瀉及1926年香港酒店大火。團長Hugh Braga（立法局議員布力架之子）在普慶坊從瓦礫中救出一人，獲貝登堡授予童軍英勇銀十字章。1953年聖誕節，石硤尾木屋區大火，第一旅童軍為首支到場支援的青少年制服團體。
香港聖約翰救傷隊少青團聖若瑟救護見習支隊成立於1967年11月1日。戰後，救傷隊重整原有的見習隊架構，全港首支見習支隊於聖若瑟書院成立:155。早於1913年，聖約翰救傷會便曾於書院教授急救課程，為該會青少年急救教育的起源。1927年，聖約翰救傷隊聖若瑟書院支隊成立:61，當時團員包括張冠城（張氏為地產商、大埔華爾登酒店東主，得其捐款並以其命名的張冠城紀念學習空間2024年於書院開幕），其參與救傷隊的團體照現於演講室展示。
香港紅十字會紅十字青年團第17團成立於1963年12月3日，為現存第13支青年團隊伍。

## 學界體育比賽
多年來，聖若瑟書院於各項學界運動比賽中屢次奪冠，並出產唐福祥、張榮漢、郭寶根、彭甲友、陳振興、沙利士（九龍分校）、龔華傑、馮紀魂、黃興桂、李炳德、康寶駒、關祺、郭迪明、鄧浩光、鄧國光、山度士、李偉文、蔡芳裕、司徒文俊、陳志康、李偉倫、宗銘達、李思明、梁智駒、 司徒瑞祈、朱兆基、潘志豪、張錦州、翁萬特、符泳、方力申、辛法義、鍾國樑、趙蕸雄、王祐天、吳鎮男、顏卓彬、鄭清然、麥世霆、袁振謙等本地知名運動員及體育界人士。書院會取錄甚或主動邀請具潛質的學生運動員，並提供彈性的學習安排遷就日程，惟運動員亦須與其他學生一起上課和考試，以維持一定的成績供日後升學之用。中國香港學界體育聯會網站備存1991-92學年起的學界比賽冠軍名單，其餘資料來自書院紀錄，可能並不完整。

### 足球
聖若瑟書院足球隊約於1880年成立，為中國最早成立的足球隊之一，早於1899年已有與皇仁書院對賽紀錄，1903-04學年參與首屆與拔萃男書院及皇仁書院正式舉辦的校際足球比賽，1908-09學年贏得首次有記錄的大滿貫（高級組及初級組冠軍）:38，至今共贏得117項冠軍，奪冠數總計和奪得總冠軍數目（學體會1991-92學年有紀錄以來14次）均為全港最多。2022-23學年，足球隊分別睽違17、9、13、24年再次奪得甲組冠軍、乙組冠軍、總冠軍及精英賽冠軍。
D1（港九區）甲組冠軍（27次）1906-07, 1907-08, 1908-09, 
1911-12, 1916-17, 
1926-27, 
1932-33, 1935-36,
1951-52, 1953-54, 1954-55,
1967-68,
1976-77,
1984-85, 1985-86, 1986-87, 1987-88,
1990-91, 1991-92, 1992-93, 1995-96, 1996-97, 1998-99, 1999-00,
2000-01, 2005-06, 
2022-23
D1（港九區）乙組冠軍（30次）1908-09,
1916-17, 1918-19, 1919-20, 
1920-21, 
1935-36,
1939-40, 
1949-50,
1951-52, 1952-53,
1974-75, 1979-80, 
1980-81, 1983-84,
1990-91, 1991-92, 1992-93, 1993-94, 1994-95, 1995-96, 1996-97, 1997-98, 1998-99, 1999-00,
2001-02, 2006-07, 2007-08, 2009-10,
2013-14,
2022-23
D1（港九區）丙組冠軍（15次）1982-83, 1984-85, 1986-87, 1987-88, 1988-89, 1989-90,
1990-91, 1991-92, 1992-93, 1994-95, 1995-96, 
2001-02, 2006-07, 2007-08,
2013-14
D1（港九區）總冠軍（22次）1955-56,
1982-83, 1983-84, 1984-85, 1985-86, 1986-87, 1987-88,
1990-91, 1991-92, 1992-93, 1994-95, 1995-96, 1996-97, 1997-98, 1998-99, 1999-00,
2000-01, 2001-02, 2006-07, 2007-08, 2009-10,
2022-23
D1（港九區）大滿貫（8次）1908-09, 
1916-17, 
1935-36,
1951-52,
1990-91, 1991-92, 1992-93, 1995-96
全港學界精英賽冠軍（5次）1990-91, 1991-92, 1992-93, 1998-99,
2022-23
埠際賽冠軍（3次）1990-91，1991-92，1992-93
淘汰賽冠軍（7次）1948-49（甲組）、1951-52（甲、乙組）、1954-55（丙組）、1955-56（丙組）、1967-68（甲組）、1977-78（丙組）
超級大滿貫（甲、乙、丙組及精英賽冠軍）（3次） 1990-91, 1991-92, 1992-93

### 游泳
聖若瑟書院游泳隊於1918年首次奪得學界游泳盾:42。1990至93學年，游泳隊連續三年贏得第一組別總冠軍，此後總排名長居第二，但亦有多次贏得各組別冠軍。
D1（港九區）甲組冠軍（12次）1991-92, 1995-96, 1997-98, 1998-99, 1999-2000,
2000-01, 2003-04, 2004-05, 2006-07,
2011-12, 2017-18
D1（港九區）乙組冠軍（7次）1951-52,
1988-89,
1990-91, 1991-92, 1992-93,
2008-09,
2015-16
D1（港九區）丙組冠軍（7次）1990-91, 1991-92, 1992-93,
2013-14, 2017-18,
2021-22, 2022-23
D1（港九區）總冠軍（3次）1990-91, 1991-92, 1992-93
D1（港九區）大滿貫（1次）1991-92

### 籃球
聖若瑟書院籃球隊於1925年奪得初級組香港籃球總會盾:47，1935年奪得高級組及初級組冠軍並成為總冠軍:147。籃球隊於2017年降至第二組別，翌年重回第一組別，後於2022-23學年再次奪得精英賽冠軍和港島區第一組別總冠軍。
D1（港島區）甲組冠軍（12次）1993-94, 1994-95, 1995-96, 1996-97, 1997-98, 1998-99, 1999-2000, 2001-02, 2005-06, 2006-07, 2022-23, 2023-24
D1（港島區）乙組冠軍（6次）1992-93, 1997-98, 2003-04, 2005-06, 2007-08, 2022-23
D1（港島區）丙組冠軍（7次）1997-98, 1998-99, 2007-08, 2010-11, 2011-12, 2022-23, 2023-24
D1（港島區）總冠軍（8次）1997-98, 1999-2000, 2001-02, 2005-06, 2006-07, 2007-08, 2022-23, 2023-24
D1（港島區）大滿貫（2次）1997-98, 2022-23
全港學界精英賽冠軍（3次）1997-98, 1999-2000, 2022-23
超級大滿貫（甲、乙、丙組及精英賽冠軍）（2次）1997-98, 2022-23

### 拯溺
甲組冠軍（9次）1976-77, 1978-79, 2015-16, 2016-17, 2017-18, 2018-19, 2019-20, 2021-22, 2022-23, 2023-24
乙組冠軍（6次）2016-17, 2017-18, 2018-19, 2019-20, 2022-23, 2023-24
總冠軍（6次）2016-17, 2017-18, 2018-19, 2019-20, 2022-23, 2023-24
大滿貫（6次）2016-17, 2017-18, 2018-19, 2019-20, 2022-23, 2023-24

### 水球
冠軍（14次）2000-01, 2001-02, 2002-03, 2003-04, 2004-05, 2005-06, 2006-07, 2007-08, 2008-09, 2009-10, 2010-11, 2011-12, 2018-19, 2022-23

### 其他項目
羽毛球、乒乓球、網球、排球校隊現於第一組別作賽。2024-25學年，網球及排球校隊於前一學年奪得第二組別冠軍後重返第一組別，田徑校隊重上第二組別，越野校隊獲得資格於下一學年重上第一組別。

## 傑出學生活動
自青苗基金於1985年舉辦首屆香港傑出學生選舉起，截至2024年（第39屆）聖若瑟書院共有14名學生當選香港傑出學生，在全港中學中排名第9。
書院學生亦多次當選由南華早報舉辦的年度傑出學生選舉和香港島校長聯會主辦的香港島傑出學生選舉。
4位學生曾獲政府頒發尤德爵士紀念基金獎。該獎項表揚於公開考試中取得優異成績並通過面試遴選的考生，自2001年起每年設6個名額。 另外，多年來均有學生獲教育局頒發香港卓越獎學金到海外知名大學升學。
聖若瑟書院是香港青年領袖同盟（Hong Kong Union of Young Leaders, HKUYL）的會員學校，1995年起每年均派出2名中四學生參與，以發展領導才能。

## 公開考試成績
聖若瑟書院每年均有學生於香港中學文憑考試獲得4科或以上5**的成績，2015年和2019年分別有7位。 按照校方的數據，該校學生獲得5*或以上和4級或以上成績的各科平均比率約為一成五及七成，考獲33222成績者介乎七至八成。 以2022年及2023年考試而言，近八成畢業生能升讀本地大學學位課程。
2024年，廖俊翔以7科5**（包括數學科延伸部分單元二）、公民及社會發展科達標成績成為該屆香港中學文憑考試「超級狀元」。
2016年，林浩以6科共7個5** (包括數學核心部分及數學科延伸部分單元二）成績成為該屆香港中學文憑考試超級榜眼。
2011年，葉琮澔以5A1D成績成為該屆香港高級程度會考狀元之一。
自香港考試局於1978年接手舉辦香港中學會考至2011年會考停辦，聖若瑟書院共產生16位「10A狀元」，位列全港第6。
- 4位狀元：2002，2010
- 2位狀元：2006
- 1位狀元：1998，2000，2004，2007，2008，2009

1959年，何庭森以9科優異、2科良好成績成為該年英文中學會考狀元，工商日報更指該成績為本港會考有史以來最佳。當時，書院每年均有學生因公開考試成績獲頒政府大學獎學金及中五獎學金。
1931至1937年，共110位學生於香港大學入學試取得合格或取錄證書，僅次於英皇書院（187）及皇仁書院（130）。單計1933年，共16名學生考入香港大學。
1914至1921年，書院的香港大學入學試合格率為全港最高，教育司於1921年年報中點名嘉許。
1879至1903年，為釐定書院在《補助則例》下可獲的政府補助金金額，上課率達標的學生均需參與由教育司安排的考試，書院多年來表現均令教育司滿意。1890年起一段時期，庇理羅士捐款設立獎學金，聖若瑟書院及維多利亞書院（1894年改名為皇仁書院）各有兩個價值60港元的名額。

### 香港中學會考狀元
- 1959年：何庭森 （9優狀元）[174]
- 1989年：羅子敬 （9A狀元；當屆並無10A狀元） [180]
- 1989年：莊錦輝 （9A狀元；當屆並無10A狀元）[180]
- 1998年：譚國豪，於香港中文大學數學系修讀理學士 [181]
- 2000年：莫如康，於香港大學獲內外全科醫學士 [182][183]
- 2002年：鄭皓文  [55]
- 2002年：李日端，於香港大學獲內外全科醫學士 [55][182]
- 2002年：凌霄志，於香港大學獲內外全科醫學士 [55][182]
- 2002年：梁泓鎬，於香港大學獲內外全科醫學士 [55][182]
- 2004年：周靈傑，於香港大學獲內外全科醫學士 [182][184]
- 2006年：白瑋璘，於香港大學獲內外全科醫學士 [182][185]
- 2006年：劉智豪，於香港大學獲內外全科醫學士 [182][185]
- 2007年：蘇逸軒，入讀香港大學 [186][187]
- 2008年：孔祥發，於香港大學獲內外全科醫學士 [182][186]
- 2009年：譚品堯，於香港大學獲內外全科醫學士 [182][188]
- 2010年：柯嘉俊，於香港科技大學修讀環球商業管理 [56][189]
- 2010年：柯柏菱，於香港大學獲內外全科醫學士 [56][182][189]
- 2010年：戴樂天，於香港大學修讀香港大學工商管理學學士(法學)及法學士(雙學位課程)  [56][189]
- 2010年：陳晉登，會考後直接入讀香港科技大學新開辦的四年制環境管理及科技課程 [56][189][190]

## 歷任校長及校監
自首批六位喇沙會修士：來自馬賽的校長艾道菲修士（Bro. Hidulphe-Marie NICOLAS）、其侄子歷度那修士（Bro. Hidulphe-de-Jesus NICOLAS）及 Herbetus Joseph NICOLAS 修士、於倫敦見習的愛爾蘭人簡尼修士（Bro. Adrian Edmund CANNY）及Aldolphus DOYLE 修士、與來自巴黎的艾仕菲修士（Bro. ISFRID）於1875年11月7日抵港以來，共有184位修士曾於書院服務。部分在港亡故的修士葬於跑馬地天主教聖彌額爾墳場喇沙會墓地。

### 校長
歷任修士校長（Director；1959年起改稱 Principal）名單以喇沙會紀錄為準，中文譯名採用天主教香港教區版本。
- 1. 艾道菲修士 Bro. Hidulphe-Marie NICOLAS（1875-1879）
- 2. 白立德修士 Bro. Bernard DUNNE（1879-1880，暫任）
- 3. 薛彼恩修士 Bro. Cyprian GENDREAU （1880-1884）
- 4. 歌拔修士 Bro. Ivarch Louis GAUBERT（1884-1889）
- 5. 艾賓修士 Bro. Abban GENDREAU（1889-1894）
- 6. 麥格夫修士 Bro. Osmind Gregory McGRATH（1894-1895）
- 7. 奧基夫修士 Bro. James O'KEEFE（1895-1899）
- 8. 拿法西修士 Bro. Julian Francis LAFRASSE（1899-1903）
- 9. 巴尼修士 Bro. Joshua BARRE（1903-1904，暫任）
- 10. 邵維德修士 Bro. Sylvester McGRATH（1904-1908）
- 11. 連儂修士 Bro. Christian LENNON（1908-1913）
- 12. 麥當路修士 Bro. Adrian McDONALD（1913-1914）
- 13. 告斯修士 Bro. Peter CLOSE / CHRYSOLOGUS（1914）
- 14. 艾瑪修士 Bro. Aimar SAURON（1914-1921）
- 15. 馬爾真修士 Bro. Marcian (James) CULLEN（1921-1922，暫任）
- 16. 洛他修士 Bro. Michael NOCTOR（1922-1923）
- 17. 艾瑪修士 Bro. Aimar SAURON（1923-1931，再任）
- 18. 連爾漢修士 Bro. Matthias LINEHAN（1931-1935）
- 19. 畢奇修士 Bro. Stephen BUCKLEY（1936-1937）
- 20. 莊拉霖修士 Bro. John LYNAM（1937-1951）
- 21. 賴斐爾/雷斐爾修士  Bro. Raphael EGAN（1951-1958）
- 22. 畢列登修士 Bro. Brendan DUNNE（1958-1964）
- 23. 詹度尼/雅各伯修士  Bro. James DOOLEY（1964-1969）
- 24. 亞爾豐索修士 Bro. Alphonsus BREEN（1969-1974）
- 25. 百德修士 Bro. Patrick TIERNEY（1974-1986）
- 鍾思修士 Bro. Xavier JONES （1978，署理）
- 26. 湯瑪士修士 Bro. Thomas FAVIER（1986-2002）
- 27. 梁長興 Mr. C.H. Leung（2002-2010）
- 28. 陳美梅 Ms. Caroline Chan（2010-2016）
- 陳永強 Mr. Chris Chan （2015-2016，署理）
- 29. 程景坡 Mr. Perrick Ching（2016-2020）
- 30. 黃婉芬 Ms. Y.F. Wong（2020-2024）
- 31. 郭迪民 Mr. T.M. Kwok（2024-）

### 校監
現時，聖若瑟書院管治架構之首為校監（Supervisor），並主持法團校董會。書院於1991年參與教育署學校管理新措施計劃，成立學校管理委員會，2013-14學年起按照《教育條例》要求改制為法團校董會。
- 湯瑪士修士 Bro. Thomas FAVIER（2002–2014）
- 陳國強修士 Bro. CHAN Kok Keung Jeffrey（2014–）
- 程景坡 Mr. CHING King Bor Perrick（2022–，辦學團體校董、替代校監)

### 聖約瑟書院在香港的校監
按照《聖約瑟書院法團條例》（香港法例第1048章）第6(1)條，在香港的喇沙會需委任一位「校監」並向行政長官報告。法律上該職位全稱「聖約瑟書院在香港的校監」（The Director in Hong Kong of St. Joseph's College），但按照條例的詳題，「聖約瑟書院」代指喇沙會而非聖若瑟書院，故該職位實為喇沙會在港的代表，而非聖若瑟書院按照《教育條例》委任的校監。該職位通常由喇沙會香港區會長（Head of Hong Kong Lasallian Family）擔任，現任者為麥丹理修士（Bro. Dennis MAGBANUA）。

## 著名校友
- 聖若瑟書院校友列表

## 外部連結

### 聖若瑟書院
- 聖若瑟書院官方網頁 （页面存档备份，存于）
- 聖若瑟書院學生會 （页面存档备份，存于）
- 聖若瑟書院品德教育及學業推廣委員會 （页面存档备份，存于）
- 聖若瑟書院課外活動 （页面存档备份，存于）
- 聖若瑟書院公教聯會
- 聖若瑟書院舊生會 （页面存档备份，存于）
- 聖若瑟書院舊生會多倫多分會 （页面存档备份，存于）

### 聖若瑟小學
- 聖若瑟小學官方網頁 （页面存档备份，存于）

### 喇沙修士會網頁
- 香港喇沙修士會網頁 （页面存档备份，存于）
- Brothers of the Christian Schools LaSalle.org （页面存档备份，存于）

## 參看
- 香港教育
- 香港中學列表
- 喇沙修士會
- 聖若瑟小學

## 註解
1. ↑  此職位由香港法例第1048章《聖約瑟書院法團條例》第6(1)條設立。按照條例的詳題，第6(1)條所指的「聖約瑟書院」是基督學校修士會 (即喇沙會)的代稱，故「聖約瑟書院在香港的校監」實為喇沙會在香港委任的首長，而非聖若瑟書院真正的校監，近年通常由喇沙會香港區會長 (Head of Hong Kong Lasallian Family)擔任。
2. ↑  《拔萃學校及孤兒院法團條例》(第1017章) - 該學校已於1902年改名為拔萃男書室，1926年改名為拔萃男書院，條例已無實質效力

(1)《聖約瑟書院法團條例》(第1048章)

(2)《聖士提反書院教委會法團條例》(第1049章)

(3)《協恩學校管治委員會法團條例》(第1099章)

(4) 《聖保羅書院校董會法團條例》(第1102章)

(5)《聖保羅男女中學校董會法團條例》(第1104章)

(6)《聖士提反女子中學校董會法團條例》(第1121章)

(7)《拔萃男書院校董會法團條例》(第1123章)

(8)《拔萃女書院校董會法團條例》(第1124章)

(9)《拔萃小學校董會法團條例》(第1125章)

註：原《民生書院法團條例》(第1094章) 已於2008年5月23日修訂為《民生教育機構委員會法團條例》
3. ↑  《拔萃學校及孤兒院法團條例》(第1017章) 亦採用單一法團模式，惟法團名稱為拔萃學校及孤兒院委員會主席，且條例已無實質效力。